# Mario & Sonic at the London 2012 Olympic Games
Mario & Sonic at the London 2012 Olympic Games é o terceiro jogo da série Mario & Sonic para Wii e pela primeira vez, para o Nintendo 3DS. O jogo consiste em eventos esportivos dos Jogos Olímpicos de Verão de 2012, em Londres. Nesse jogo, há novos esportes como futebol, hipismo, badminton, etc.

## Personagens
| Lista de Personagens | Lista de Personagens | Lista de Personagens |
| #                    | Personagem           | Equipe               |
| -------------------- | -------------------- | -------------------- |
| 1                    | Mario                | Equipe Mario         |
| 1                    | Luigi                | Equipe Mario         |
| 1                    | Peach                | Equipe Mario         |
| 1                    | Daisy                | Equipe Mario         |
| 1                    | Yoshi                | Equipe Mario         |
| 1                    | Wario                | Equipe Mario         |
| 1                    | Waluigi              | Equipe Mario         |
| 1                    | Bowser               | Equipe Mario         |
| 1                    | Donkey Kong          | Equipe Mario         |
| 1                    | Bowser Jr.           | Equipe Mario         |
| 2                    | Sonic                | Equipe Sonic         |
| 2                    | Dr. Eggman           | Equipe Sonic         |
| 2                    | Knuckles             | Equipe Sonic         |
| 2                    | Tails                | Equipe Sonic         |
| 2                    | Amy                  | Equipe Sonic         |
| 2                    | Blaze                | Equipe Sonic         |
| 2                    | Shadow               | Equipe Sonic         |
| 2                    | Vector               | Equipe Sonic         |
| 2                    | Metal Sonic          | Equipe Sonic         |
| 2                    | Silver               | Equipe Sonic         |

### Equipe Mario

#### Mario
Mario, traz as suas numerosas aventuras, leva agora a sua versatilidade aos Jogos Olímpicos de Londres, onde a sua experiência de correr e saltar lhe sairá bem em provas como os 100m Sprint e Salto à Vara.

#### Luigi
Luigi é o irmão gémeo de Mario e o parecido físico é evidente. Como Mario, Luigi é um atleta equilibrado. Não se destaca em nenhuma área específica, mas demonstra uma sólida habilidade de salto e corrida superior que Mario em muitas provas dos Jogos Olímpicos de Londres.

#### Peach
Peach é a princesa de Mushroom Kingdom e já foi raptada várias vezes pelo malvado Bowser. Sem a ajuda do dinheiro, sempre conseguiu escapar com a ajuda de Mario e Luigi. Destaca-se nas competições de habilidade, de modo que se dá bem nas provas como Fita e Salto Equestre.

#### Daisy
Daisy é igual a Peach, é uma princesa, e seu reino é Sarasaland. Daisy é incrivelmente rápida e dá-se bem com as provas baseadas na velocidade. A sua sólida técnica também a ajudará a destacar-se em algumas competições de Ginástica e Desportos Aquáticos.

#### Yoshi
Yoshi é um amigo de Mario que vive na Ilha Yoshi e geralmente acompanha Mario e Luigi nas suas aventuras. Yoshi se esforçará muito para demonstrar as suas habilidades nos Jogos Olímpicos de Londres.

#### Wario
Wario é o oposto de Mario. É um atleta baseado na potência e pode lançar objetos a distâncias incríveis. O seu estupendo vigor serve-lhe em todas as provas de larga distância. É muito ganancioso e é certo que lhe encantaria conseguir a medalha de ouro.

#### Waluigi
Waluigi é o oposto de Luigi. É matreiro e é raro mostrar desportivismo algum. As suas capacidades, são baseadas na habilidade, o destacam em provas como Tiro.

#### Bowser
Bowser é um dos maiores rivais de Mario. É um competidor extremamente forte e domina as provas de potência com os seus grandes músculos. O seu tamanho o faz ser um formidável competidor em cada prova em que participa, especialmente Lançamento de Martelo e Lançamento de Dardo.

#### Donkey Kong
Donkey Kong é forte e ágil, assim se trata um competidor realmente poderoso. Está desejando provar as suas habilidades nos Jogos Olímpicos de Londres.

#### Bowser Jr.
Bowser Jr. é o filho de Bowser, mas não o subestimem. Com o seu bom equilíbrio e a sua força herdada do seu pai, tem como objectivo o 1º Lugar nestes Jogos Olímpicos.

### Equipe Sonic

#### Sonic
Este Ouriço azul consegue correr na velocidade do som. Seguramente ficará em 1º Lugar em qualquer prova dos Jogos Olímpicos baseada na velocidade e será muito difícil alcançá-lo em qualquer corrida de curta distância.

#### Dr. Eggman
Embora o Dr. Eggman tenha excelentes capacidades baseadas na habilidade, também é bastante poderoso. Com um corpo tão enorme, dá a impressão que não se dará bem na Ginástica mas, acredites ou não, é bastante bom no Trampolim e nos Anéis.

#### Knuckles
Knuckles mostra uma versatilidade excepcional, embora destaca-se nas provas de potência. A sua especialidade são as provas de Lançamento e Remo, mas também pode competir muito bem em outras provas que não são baseadas na força.

#### Tails
Miles "Tails" Prower é o companheiro de Sonic. É uma raposa que pode voar graças às suas caudas e dispõe de uma ampla gama de atribuições baseadas na habilidade, pelo que se trata de um rival formidável em muitas provas. Pode saltar e acelerar bem, assim que será difícil vencê-lo em muitas corridas.

#### Shadow
Shadow The Hedgehog é a forma de vida suprema, e é parecido com Sonic. Ele se destaca em esportes que requerem velocidade. Assim como Sonic, ele pode se transformar em Super Shadow, e usar o Chaos Control (Controle do Caos), mas não tem essa habilidade nesse jogo.

#### Blaze
Blaze é a Rainha da Dimensão Paralela da dimensão de Sonic e é sua versão alternativa, apesar de ser alternativa à Sonic não é má, já ajudou ele no Sonic Rush e no Sonic Rush Adventure.

#### Silver
Silver é um ouriço prateado que veio do futuro, é muito habilidoso, sua estreia foi em Sonic The Hedgehog 2006/Next-Gen. para deter Iblis a Chama do Desastre que destruiu seu mundo no futuro.

#### Vector
Um detetive muito atrapalhado, e também sendo o próprio líder da sua equipe de detetives Chaotix, ele possuí muita força, e por isso ajudará nas modalidades que exige força.

#### King Boo
King Boo é um adversário muito potente, ele é muito bom no Sprint Fantasía. Sendo assim tendo um recorde imbatível no tal esporte de passagem pela pista em 1:00:000.

#### Rouge
Uma morcega que só pensa em joias, ela é uma "caçadora" de tesouros, mas se parece com uma ladra possuí amizade com Shadow e Omega, algo que é mostrado em Sonic Heroes e Sonic The Hedgehog 2006/Next-Gen.

### E-123akaOMEGA
Um robô imenso feito por Eggman, mas como Omega nunca foi utilizado por Eggman, se revoltou contra ele, virando um Eggman Exterminator, possuí amizade com Shadow e Rouge, algo que é mostrado em Sonic Heroes e Sonic The Hedgehog 2006/Next-Gen.

#### Eggman Nega
É a versão alternativa de Eggman, ele vem da mesma dimensão que Blaze, ele é muito mais cruel que o próprio Eggman.